# 64 Brygada Okrętów Obrony Rejonu Wodnego
64 Brygada Okrętów Obrony Rejonu Wodnego (64 BOORW) – morski związek taktyczny Sił Zbrojnych Federacji Rosyjskiej w strukturach Floty Bałtyckiej.

## Struktura i okręty
| Okręty brygady w linii w 2008 |                |       |                 |
| Nazwa                         | Typ            | Numer | Uwagi           |
| 264 dywizjon okrętów ZOP      |                |       |                 |
| MPK-105                       | projekt 1331   | 245   | w linii od 1988 |
| MPK-224 Aleksin               | projekt 1331M  | 218   | w linii od 1989 |
| PK-227                        | projekt 1331M  | 243   | w linii od 1989 |
| MPK-228 Baszkorstan           | projekt 1331M  | 244   | w linii od 1989 |
| MPK-229 Kałmykaja             | projekt 1331M  | 232   | w linii od 1990 |
| 323 dywizjon trałowców        |                |       |                 |
| BT-212                        | projekt 1265.0 | 501   | w linii od 1991 |
| BT-213 Sergiej Kołbasow       | projekt 1265.0 | 522   | w linii od 1992 |
| BT-230                        | projekt 265.0  | 510   | w linii od 1990 |
| Aleksiej Lebiediew            | projekt 1265.0 | 505   | w linii od 1989 |